# Mühlauersäge

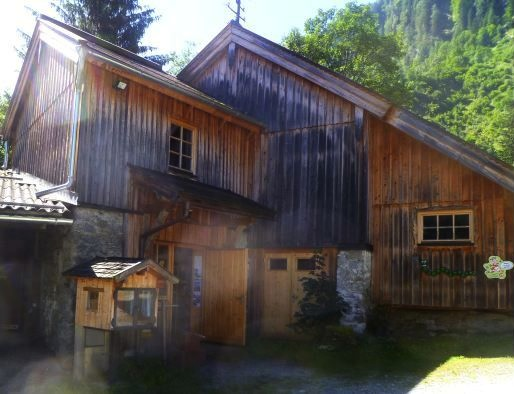
Mühlauersäge

Die Mühlauersäge  ist ein Museum in Fusch an der Glocknerstraße, das sich dem Thema Holz, beginnend vom Samen der Bäume bis hin zu den aus Holz entstandenen Produkten, widmet. Zu dem etwas versteckt liegenden Museum findet man, wenn man in der Ortsmitte von Fusch der Straße in Richtung Kirche und dann am Gemeindeamt und der Volksschule vorbei bis zum Sägewerk folgt.

## Geschichte
Das Museum entstand aus einem von Martin Mühlauer (1841–1905) gegründeten und mit Wasserkraft betriebenen Sägewerk. Die Säge wurde 1905 von seinem Sohn Josef Mühlauer (1884–1975) übernommen, der 1907 eine Eintragung als ratifiziertes Sägegewerbe in den Gewerbekataster vornehmen ließ. 1913 baute er den Wasserantrieb zu einem Elektrizitätswerk aus, welches den ganzen Ort Fusch an der Glocknerstraße mit Strom versorgte, ein zur damaligen Zeit zukunftsweisendes Unternehmen. 1948 übernahm wiederum dessen Sohn Martin Mühlauer (1916–2006) den Betrieb und erweiterte ihn durch eine neue Sägewerkshalle (heute Gebäude Blockhausbauer). Das neue Werk ist seit 2003 PEFC (Pan European Forest Certification) zertifiziert, zurzeit aber als ruhend gemeldet.
2004 wurde die Anlage von der Mühlauer-Tochter Brigitte de Mas und deren Gatten Josef de Mas zu einem Museum mit dem Schwerpunkt Erlebniswelt Holz umgestaltet.

Museum Mühlauersäge
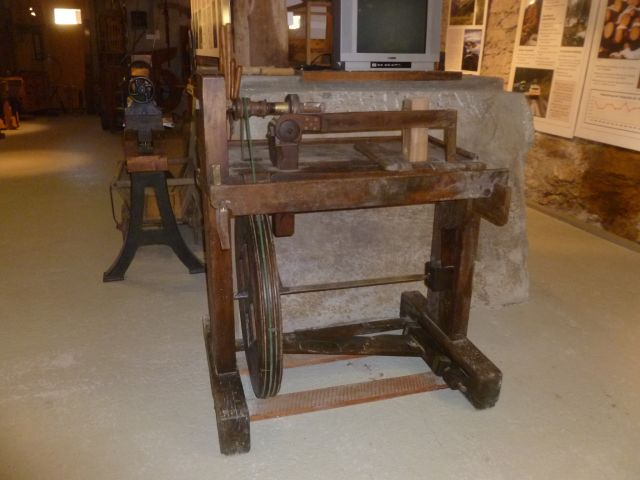
Hölzerne Drechselmaschine
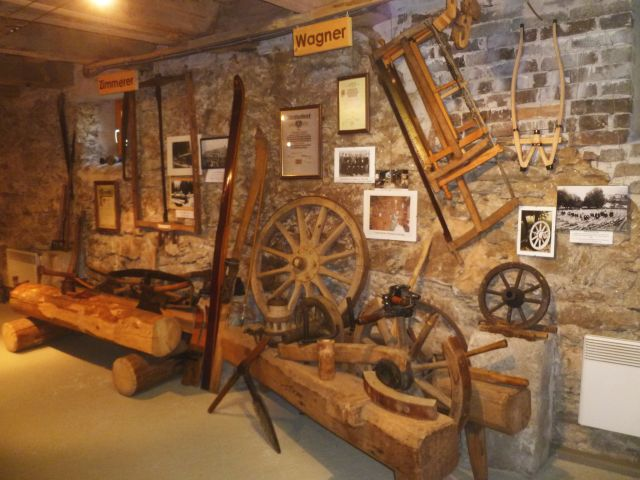
Gerätschaften der Zimmerer und Wagner
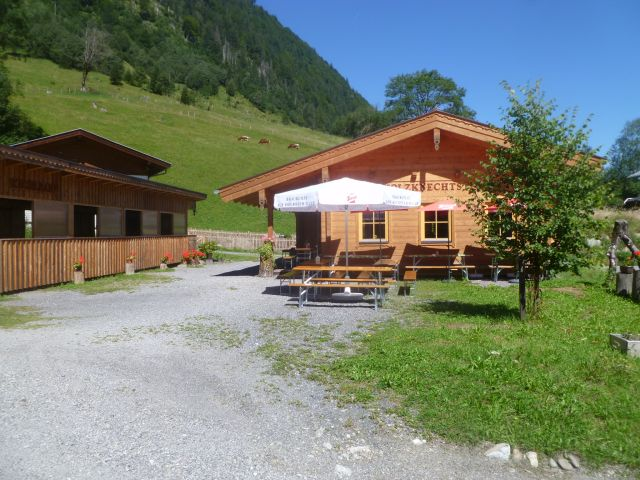
Kegelbahn und Holzknechtstube der Mühlauersäge
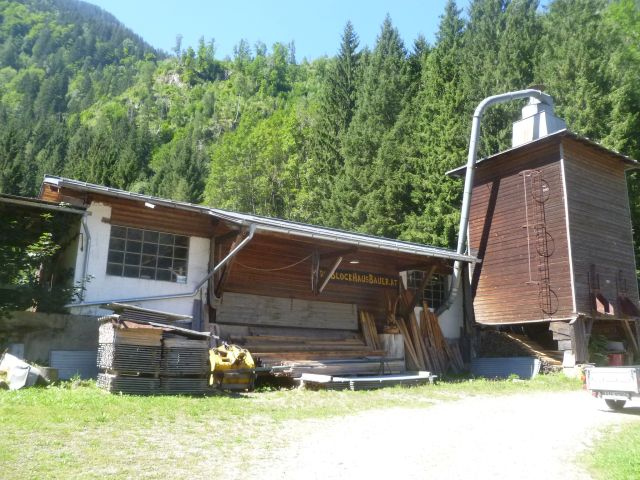
Neues Sägegebäude der Mühlauersäge

## Ausstellungskonzeption
Das Betriebsgebäude des alten Sägewerks wurde in einen Museumsraum umgeändert. Hier werden historische Werkzeuge und Maschinen der verschiedenen Berufe, die mit Holzgewinnung und Holzverarbeitung zu tun haben, dargestellt. Es beginnt mit einer Darstellung des früheren Lebens der Holzknechte, die während ihrer Arbeit in recht spartanischer Weise in Rindenhütten lebten und sich selbst verpflegen mussten. Als holzverarbeitende Gewerbe werden u. a. das Tischlerhandwerk, der Wagner, der Fassbinder, der Schindelmacher oder der Drechsler dargestellt. Fertige Produkte aus Holz (vorwiegend Spielsachen und Gerätschaften für den Haushalt) werden in einem Museumsladen zum Kauf angeboten.
Ein weiterer Ausstellungsraum befindet sich im Bereich der neuen Sägewerkshalle. Hier liegt der Schwerpunkt auf den Produkten, die aus Holz hergestellt oder unter Verwendung von Holz gefertigt werden. Darunter sind Anwendungen, die allgemein bekannt sind, etwa Musikinstrumente, aber auch weniger geläufige, wie z. B. die Verwendung von Holz (Cellulose) für die Herstellung von Kleidung, als Essensbestandteil oder als Bindemittel in der Zahnpasta. Das neue Sägewerk wird fallweise für Schüler, etwa der Höheren Technischen Bundeslehranstalt Hallein mit dem Ausbildungsschwerpunkt Holz, für Demonstrationszwecke verwendet.
Als eigenes Museumsgebäude wurde eine Holzkegelbahn eingerichtet, die auch für praktische Kegelpartien zur Verfügung steht. Auf dem Gelände befindet sich auch das Lokal bzw. der Veranstaltungsraum die „Holzknechtstube“. Hier finden sich neben einem lokalen kulinarischen Angebot viele interessante Ausstattungsdetails, die aus Holz gefertigt sind (etwa Türöffner) und Anregungen für eigene Gestaltungen geben.
Zur Museumskonzeption gehören auch zeitlich begrenzte Sonderausstellungen zu ortsbezogenen, historischen Themen, etwa die Sonderausstellung Bad Fusch – Eine Zeitreise durch die Jahrhunderte. Frühere Themen waren Die legendäre Fuscher Eisschützen oder Geige hat ein neues Zuhause gefunden.
Für Schulklassen und Kindergruppen werden fallweise besondere Angebote gemacht, etwa Baumhäuser bauen für Kinder, Herstellung von Holzkohle oder Mit der Zugsäge schneiden.